# NGC 6281
NGC 6281 is een open sterrenhoop in het sterrenbeeld Schorpioen. Het hemelobject werd op 5 juni 1826 ontdekt door de Schotse astronoom James Dunlop.

## Synoniemen
- OCL 1003
- ESO 332-SC19